# رئيس هندوراس
رئيس هندوراس (بالإسبانية: Presidente de Honduras)‏ أو رئيس جمهورية هندوراس (بالإسبانية: Presidente de la República de Honduras)‏، هو رئيس الدولة ورئيس حكومة هندوراس، والقائد العام للقوات المسلحة. وفقًا لدستور هندوراس لعام 1982، تتكون حكومة هندوراس من ثلاثة فروع: التنفيذية والتشريعية والقضائية. الرئيس هو رئيس السلطة التنفيذية، وواجبه الأساسي هو «تنفيذ الدستور والمعاهدات والاتفاقيات والقوانين والأحكام القانونية الأخرى». يتم انتخاب الرئيس مباشرة لمدة أربع سنوات. 

## شروط الترشح
الشروط صارمة للغاية، وهي مصممة لمنع دكتاتورية الشخصيات السياسية أو العسكرية أو التجارية. ليكون الشخص مؤهلاً للترشح لمنصب الرئيس، يتعين على المرشح:
- أن يكون هندوراسي الولادة.
- أن يكون قد تجاوز الثلاثين من العمر وقت إجراء الانتخابات.
- يتمتع بكامل حقوق الجنسية الهندوراسية.
- ألا يكون مسؤولاً في أي كنيسة أو طائفة دينية.
- ألا يكون في الخدمة العسكرية الفعلية خلال الأشهر الستة السابقة للانتخابات.
- ألا يكون معينًا من قبل الرئيس، أو سكرتيرًا أو وكيل وزارة الخارجية، أو قاضيًا، أو عضوًا في المحكمة الانتخابية، أو مدعيًا عامًا أو نائبًا للمدعي العام، أو مراقبًا عامًا أو نائبًا للمراقب المالي العام، أو مسؤولًا تنفيذيًا لمؤسسة خاصة لمدة ستة أشهر على الأقل.
- ألا يكون ضابطًا في القوات المسلحة أو الشرطة، أو جنديًا نشطًا فيها لمدة 12 شهرًا على الأقل قبل الانتخابات.
- ألا يكون زوجًا أو قريبًا للرئيس أو أي قائد عسكري.

## السلطات
يمنح الدستور 45 حقًا وصلاحيات محددة لمكتب الرئاسة:
- تعيين وعزل الوزراء، وغيرها من المناصب.
- دعوة الكونغرس الوطني إلى جلسة استثنائية، أو اقتراح تمديد الدورة العادية.
- تقييد أو تعليق ممارسة حقوق مجلس الوزراء، مع مراعاة أحكام هذا الدستور.
- مخاطبة الكونغرس الوطني في أي وقت، وتأجيل كل جلسة تشريعية عادية.
- للمشاركة في تقديم التشريع للكونغرس من قبل وزراء الحكومة.
- توفير تنفيذ قرارات الهيئة التشريعية والقضائية والمحكمة الانتخابية الوطنية.
- إصدار المراسيم واللوائح والقرارات وفقاً للقانون.
- توجيه السياسة الخارجية.
- إبرام المعاهدات والاتفاقيات، ليتم التصديق عليها من قبل الكونغرس.
- تعيين رؤساء البعثات الدبلوماسية والقنصلية.
- إستقبال رؤساء الدول والممثلين الدبلوماسيين.
- القائد العام للقوات المسلحة بالرتبة الميدانية لواء.
- إعلان الحرب والسلام في حالة تعطل الكونجرس.
- ضمان حسن السلوك الرسمي للموظفين العموميين.
- إدارة الخزانة.
- إملاء إجراءات استثنائية بشأن المسائل الاقتصادية والمالية عندما تقتضي المصلحة الوطنية ذلك.
- التفاوض على القروض الدولية، والسعي للحصول على موافقة الكونجرس كما هو مطلوب.
- صياغة خطة التنمية الوطنية، التي تمت مناقشتها في مجلس الوزراء ووافق عليها الكونغرس، ثم توجيه وتنفيذ تلك الخطة.
- تنظيم التعرفة وفق القانون.
- العفو عن الأحكام الجزائية وتخفيفها.
- إصدار الأوسمة العسكرية والمدنية.
- تحصيل الإيرادات العامة وتنظيم استثماراتها.
- نشر بيان الدخل والمصروفات الفصلي للإيرادات العامة.
- تنظيم وتوجيه وتوجيه وتعزيز التعليم العام.
- الحفاظ على وتنظيم الرعاية الصحية لشعب هندوراس.
- القيام بالسياسة الاقتصادية والمالية.
- ممارسة الإشراف والرقابة على المؤسسات المصرفية والتأمين والتمويل من خلال الجهاز المصرفي والتأمين الوطني، وتعيين رؤساء ونواب رؤساء بنوك الدولة.
- إملاء وتشجيع التنفيذ السريع للإنتاج الزراعي والإصلاح.
- مناقشة القوانين التي يقرها الكونغرس، والنقض عليها، ونشرها وإصدارها.
- توجيه ودعم سياسة التكامل الاقتصادي والاجتماعي، على الصعيدين الوطني والدولي، بهدف تحسين الظروف المعيشية لشعب هندوراس.
- إنشاء وصيانة وإلغاء الخدمات العامة.
- منح الرتب العسكرية من ملازم إلى نقيب.
- التأكد من أن الجيش غير سياسي، ومهني
- السماح، بتفويض من الكونغرس، للقوات الهندوراسية بالخدمة في الأراضي الأجنبية.
- الوظائف الأخرى التي يخولها الدستور والتشريع.